# Seconde invasion mandchoue de la Corée
Transition des Ming aux Qing
Batailles
Unification des Jürchens - Fushun - Qinghe - Sarhu - Kaiyuan - Tieling - Xicheng  - Shen-Liao - Zhenjiang - She-An - Guangning - Ningyuan - Corée (1627) -  Ning-Jin - Jisi - Dalinghe - Wuqiao - Lüshun - Corée (1636) - Song-Jin - Pékin - Révoltes paysannes - Shanhai
La Seconde invasion Mandchoue de la Corée a lieu en 1636, lorsque l'empire Qing Mandchou soumet la dynastie Joseon coréenne. Elle fait suite à la première invasion Mandchoue de la Corée de 1627.

## Casus belli
Apres la première invasion de 1627, la dynastie Joseon a continué à défier les Mandchous. Les échanges commerciaux étaient mauvais et la Corée n'a pas livré les Mandchous fugitifs qui s'y étaient réfugiés. De plus, la Corée a pris une attitude provocante lorsque Huang Taiji a proclamé la nouvelle dynastie Qing. Les délégués mandchous Inggūldai et Mafuta ont reçu un accueil glacial à Hanseong (Séoul) où les soldats coréens sont restés dans l'ombre. Les délégués en furent offusqués et sont rentrés en Mandchourie.
La cour coréenne était dominée par des hommes pro-guerre, sans toutefois améliorer ses capacités militaires. Un message guerrier à destination de Pyongan-do a été de plus intercepté par Inggūldai.

## Guerre
Au cours de l'hiver, Huang Taiji conduit lui-même les bannières mandchoues, mongoles et chinoises ainsi qu'une armée de 120 000 Mongols en Corée. Plutôt que de combattre les forces de Im Gyeong-eop à la forteresse de Baegma (Uiju), le prince Dodo, à la tête de l'expédition, se dirige directement vers Hanseong (Séoul) pour empêcher le roi Injo de Jeoseon de s'échapper une nouvelle fois vers l'île de Kanghwa, comme les rois coréens avaient pris l'habitude de faire.
Ne parvenant pas à s'échapper vers l'île, le roi trouve refuge dans la forteresse de Namhansanseong, qui est immédiatement assiégée par l'armée mandchoue. L'armée coréenne située à l'intérieur de la forteresse souffre du manque de nourriture et de munitions. Pendant que les officiels coréens entretiennent des débats surréalistes, Dorgon parvient à occuper l'île de Kanghwa en une journée et à capturer le second fils et les épouses du roi Injo.
Le siège continuant, le manque de nourriture devient critique et la situation stratégique empire pour les Coréens, les tentatives des forces coréennes provenant d'autres régions de briser le siège échouant et les charges des troupes de la forteresse ne rencontrant pas plus de succès. La Chine Ming tente d'envoyer un détachement minuscule pour aider Joseon mais ce n'était guère plus qu'un effort symbolique, les troupes ayant de toute façon été anéanties en mer durant une tempête. Cette situation désespérée force la reddition du roi Injo qui doit livrer trois officiers pro-guerre aux Qing, et agréer aux termes de paix suivants :
1. La Corée se soumet à la Dynastie Qing.
2. La Corée rompt ses relations traditionnelles avec la Chine Ming.
3. La Corée offre en tant qu'otages l'aîné et le cadet des fils du roi Injo, ainsi que les fils et frères de ses ministres.
4. La Corée paie un tribut aux Qing comme elle le faisait auparavant aux Ming.
5. La Corée servira les Qing dans leur guerre contre les Ming.
6. La Corée offre des vaisseaux de guerre pour permettre le rapatriement des soldats Mandchous.
7. Les ministres coréens et mandchous sont liés par des mariages d'alliance.
8. La Corée n'a plus le droit de construire des forteresses.

Huang Taiji fait installer une plateforme sur l'île de Samjeon sur le fleuve Han, sur laquelle il accepte la soumission du roi Injo. Le roi Injo se prosterne devant Huang Taiji, qui l'aurait forcé à répéter ce rituel humiliant plusieurs fois.
Le film The Fortress (2017), réalisé par Hwang Dong-hyeok, le réalisateur de Squid Game, se déroule dans le cadre de cette guerre.

## Conséquences
Le général de Joseon Im Gyeong-eop, qui était chargé de la défense de la forteresse de Baegma à la frontière Qing-Joseon, est descendu vers Hanseong (Séoul) avec son armée et a pris en embuscade une des divisions de l'armée Qing durant sa retraite, décapitant son général (要槌, neveu de Hong Taiji). 
N'étant pas au courant de la reddition de son roi à ce moment, il a été laissé libre sans punition par Hong Taiji, qui était aussi grandement impressionné par les efforts courageux d'Im pour défendre son royaume. Im avait de fait requis des renforts d'Hanseong au début de la guerre (qui ne sont jamais parvenus) et avait prévu d'envahir Mukden lui-même.
Les régions du Nord et du Centre de la Corée ont été dévastées par la guerre. Bien que la discipline de l'armée mandchoue soit stricte, les soldats mongols ont pillé les villes.
En accord avec les termes de la reddition, la Corée a envoyé des troupes attaquer l'île de Pi à l'embouchure du Yalou.

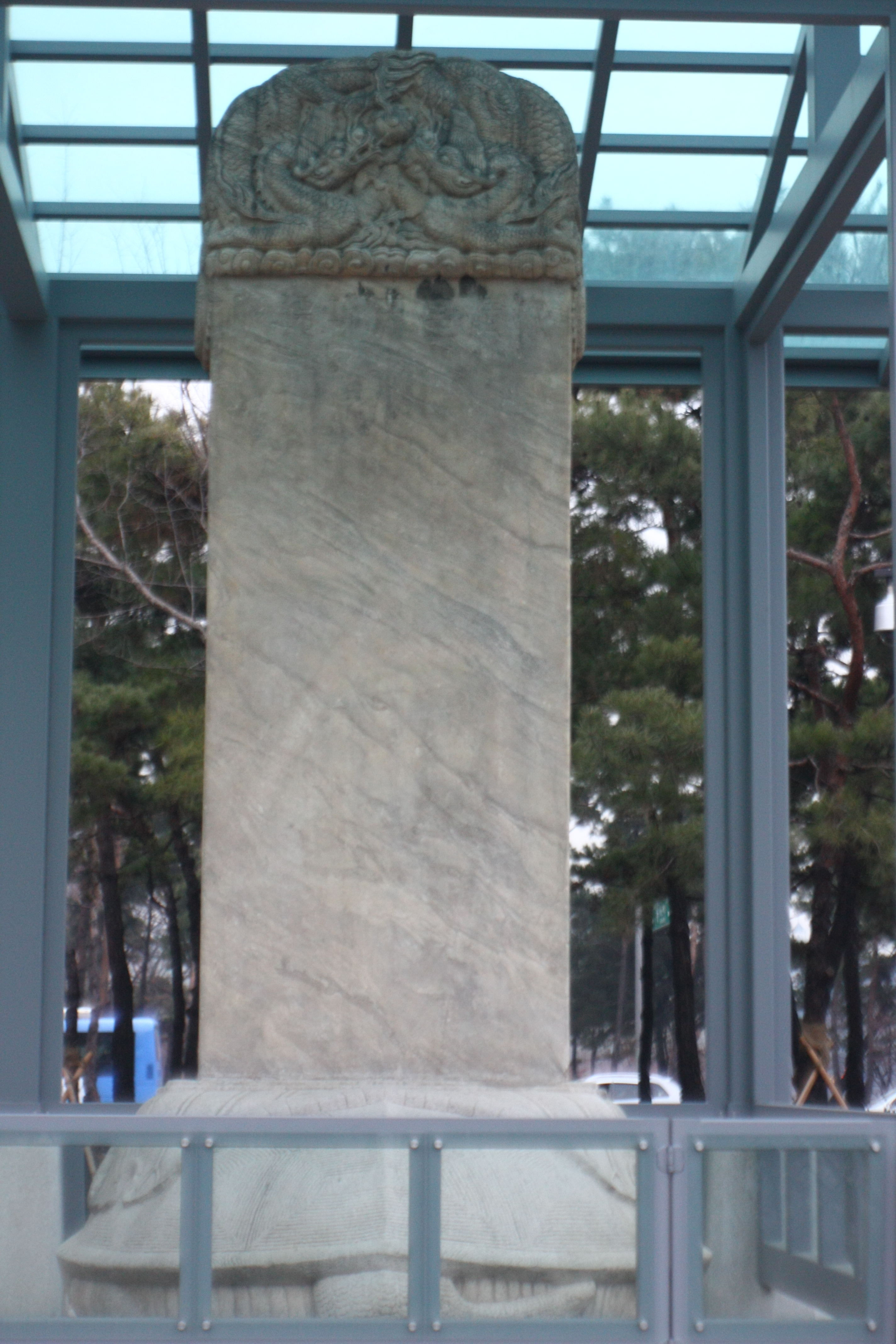
Monument de Samjeondo

Huang Taiji a ordonné à la Corée de bâtir une stèle, le Monument de Samjeondo (en) (삼전도비/三田渡碑), en l'honneur des excellentes vertus de l'Empereur Mandchou, le bâtiment a été érigé en 1639 à Samjeondo, où la cérémonie de soumission avait eu lieu.
Les Coréens ont continué à arborer une attitude défiante, en privé toutefois, envers la Dynastie Qing, considérant les Mandchous comme des barbares non civilisés bien qu'ils leur jurassent obéissance officiellement. Les érudits coréens continuèrent à utiliser le système d'ères Ming en secret, même après la chute de cette dynastie. Beaucoup pensaient que la Corée devrait devenir le successeur légitime de la civilisation Ming (des Han) en lieu et place de la Qing « barbare ». Les Coréens ont également reconstruit leurs forteresses autour de Séoul et des régions du Nord.
Le roi Hyojong, qui a vécu durant sept années en tant qu'otage à Mukden et a succédé à Injo, a planifié une expédition peu réaliste dans le royaume Qing appelée Bukbeol (북벌, 北伐, expédition du Nord) durant son règne de dix ans sur le trône coréen, toutefois à la veille de celle-ci sa mort l'a reportée sine die.
De 1639 jusqu'en 1894, la cour coréenne a entraîné un corps de traducteurs professionnels coréen-mandchou. Ceux-ci ont remplacé les interprètes de jurchen, qui avaient été entraînés en utilisant l’écriture jurchen. L'appellation officielle a été changée de jurchen vers mandchou en 1667. Les premiers livres à ce sujet ont été rédigés par Shin Gye-am, qui avait également été interprète de jurchen et a translittéré d'anciens livres jurchen à ce sujet.
Jusqu'en 1894, la Corée est restée un État vassal de la Chine Qing, même si l'influence mandchoue a progressivement cessé d'exister dans la deuxième partie du XVIIIe siècle lorsque la dynastie Joseon a recommencé à prospérer. L'empire du Japon a forcé la Chine Qing à la suite de la première Guerre sino-japonaise (1894-1895) à reconnaître la fin de cette suzeraineté sur la Corée, dans un processus qui allait aboutir à l'invasion et à la colonisation japonaise de la Corée au début du XXe siècle.

## Dans la culture populaire
Le film The Fortress (2017), réalisé par le Coréen Hwang Dong-hyeok, le réalisateur de la série au succès mondial Squid Game, se déroule dans le cadre de cette guerre.